# Кокимяе
Кокимяе (ест. Kokõmäe, до 1997 року — Кокемяе, Kokemäe) — село в Естонії, входить до складу волості Риуге, повіту Вирумаа.